# خوشگوار
خوشگوار شرکت تولیدکنندهٔ محصولات غذایی است که در زمینهٔ تولید نوشابه کوکا کولا، انواع فانتا، اسپرایت، کانادا درای، ماءالشعیر هی‌دی و کونیگ لودویگ، دوغ خوشگوار، آب معدنی دسانی، نوشابهٔ انرژی زا وان دی، آبمیوه‌های گازدار فرشی دی، انواع لیموناد، نوشابهٔ ورزشی پاوراید و آبمیوه‌های طبیعی مینوت مید فعالیت دارد.
شرکت خوشگوار یکی از قوی‌ترین و پرفروش‌ترین کارخانه‌های ایران است.
دفتر مرکزی این شرکت در مشهد و کارخانه‌های تولیدی آن در شهرهای مشهد، تهران، تبریز، قزوین و شبستر مشغول تولیدند.

## ارتباط با شرکت کوکاکولا
این شرکت که پیش از انقلاب توسط محمد جعفر یزدی بنیان‌گذاری شد، محصولاتش را تحت نظر شرکت کوکاکولا تولید می‌کرد و پس از انقلاب نیز ارتباط با این شرکت آمریکایی، را حفظ کرد.
شرکت خوشگوار مشهد عصاره کوکاکولا را به‌طور مستقیم وارد کشور می‌کرد اما در سال۱۳۶۳ و ممنوعیت ورود کوکاکولا از فرمول ایرانی نوشابه بهره‌مند شد. خوشگوار با به دست آوردن امتیاز تولید کوکاکولا به سرعت محصول خود را پیش از شرکت نوشاب وارد بازار کرد.
با تولید کوکاکولا در مشهد به سرعت بطری‌های این شرکت به مناطق دیگر ایران رسید و نوشابه تولیدی شرکت خوشگوار با آرم کوکاکولا، نوشابه مشهد نام گرفت.

### جنجال بر سر ارتباط با کوکاکولا
پس از نبرد اسرائیل و غزه ۲۰۰۸- ۲۰۰۹ مجلس جمهوری اسلامی با تصویب طرحی به نام «تحریم کالاهای صهیونیستی» در ایران، خواستار تحریم شرکت‌های بین‌المللی شد که دارای سهامداران عمده اسرائیلی باشند. در همین راستا وزیر صنایع جمهوری اسلامی به عنوان نماینده ویژه محمود احمدی‌نژاد، به شرکت خوشگوار مهلت داد تا وضعیت ارتباط خود با شرکت کوکاکولا را مشخص کند.
اما در نهایت به گفته فارس نیوز شرکت خوشگوار هیچ ارتباطی با اسرائیل و شرکت‌های آن کشور ندارد.

## نشان‌های وابسته
کوکاکولا، انواع فانتا، اسپرایت، کانادا درای، کوکاکولا زیرو، کوکاکولا لایف، آب آشامیدنی دسانی، خوشگوارکولا، خوشگوار پرتقالی، انواع ماءالشعیرها با نام هی دی پاورید آبمیوه مینوت میت، دوغ خوشگوار،